# Garrucha
Garrucha è un comune spagnolo  della provincia di Almería, nella comunità autonoma dell'Andalusia, nel sud-est del Paese sul Mar Mediterraneo.
Il suo porto, difeso da un castello settecentesco, offre riparo a navi di grandi dimensioni, ed è il naturale sbocco per il commercio di una regione un tempo fiorente centro agricolo e minerario. All'inizio del XX secolo vi era un considerevole traffico di varie materie prime (piombo, argento, rame, ferro e frutta), ma ora l'unica voce interessante è il gesso estratto nella vicina zona di Sorbas, con circa un milione di tonnellate esportate ogni anno. 
Il porto è anche sede di una piccola flotta di pescatori e dispone di circa 300 posti barca per imbarcazioni da diporto.